# Neopiciella kabyliana
Neopiciella kabyliana là một loài bọ cánh cứng trong họ Cerambycidae.